# Emilia Szymczak
Emilia Szymczak (Goleniów, 17 juni 2006) is een voetbalspeelster uit Polen. Ze speelt als middenvelder voor FC Barcelona B in de Primera Federación.

## Clubcarrière
Szymczak werd geboren in Goleniów en begon met voetballen bij Hanza Goleniów waar ze tot 2015 actief was. Vervolgens kwam ze zes jaar uit voor Żaki Szcesczin. In 2021 maakte ze haar debuut voor Górnik Łęczna in de Ekstraliga. Hier voetbalde ze twee jaar totdat ze de interesse wist te wekken van de Spaanse grootmacht FC Barcelona. In de zomer van 2023 maakte ze de overstap naar Spanje. Ze maakte hier in haar eerste twee jaren onderdeel uit van het tweede elftal, waarmee ze in het seizoen 2024/25 kampioen werd van de Primera Federación.

## Statistieken
| Seizoen | Club         | Land   | Competitie       | Wedstrijden | Doelpunten |
| ------- | ------------ | ------ | ---------------- | ----------- | ---------- |
| 2024/25 | FC Barcelona | Spanje | Primera División | 0           | 0          |
| Totaal  | Totaal       | Totaal | Totaal           | 0           | 0          |

Bijgewerkt t/m 4 mei 2025.

## Interlandcarrière
Szymczak maakte haar debuut voor het Pools nationale team tijdens de Nations League 2023/24 in een wedstrijd tegen Oekraïne op 26 september 2023.